# Trentino Bui
Trentino Bui (Pesaro, 30 maggio 1915 – Pesaro, 14 ottobre 1957) è stato un calciatore italiano, di ruolo attaccante.

## Carriera
Cresciuto nella Vis Pesaro, squadra della sua città con la quale debutta in prima squadra, nella quale si rivela come ala, viene acquistato dalla Roma nella stagione 1938-39. Il campionato si rivela sfortunato, tanto che non riesce a debuttare con la maglia giallo rossa, venendo ceduto in prestito all'Atalanta.
Con i bergamaschi disputa una grande stagione, coronata con la promozione in serie A. Ritorna quindi alla Roma, dove non riesce a sfondare, anche per la concorrenza di altri giocatori, venendo venduto alla Vis Pesaro. In serie C con la squadra con la quale era cresciuto riesce a riproporsi su grandi livelli, tanto da essere acquistato dalla Fiorentina. Tuttavia nemmeno a Firenze riesce ad imporsi, passando al Legnano ed alla Mestrina (serie B), concludendo poi la carriera all'Abbiategrasso (serie C).

## Palmarès

### Club

#### Competizioni nazionali
- Serie B: 1

Atalanta: 1939-1940